# Cykl o Baltazarze Gąbce
Cykl o Baltazarze Gąbce – seria czterech książek Stanisława Pagaczewskiego z lat 1966–1982. Na jej podstawie zrealizowano dwa seriale animowane w tym okresie.

## Historia
W 1966 ukazała się pierwsza książka z cyklu przygód Baltazara Gąbki pt. Porwanie Baltazara Gąbki. Ze względu na oryginalność, poczucie humoru oraz umiejętne wykorzystanie tradycyjnych, bliskich autorowi miejscowych motywów (książę Krak, Smok Wawelski) zdobyła wśród czytelników ogromną popularność. W efekcie, w latach 1969–1970 powstał trzynastoodcinkowy serial animowany Porwanie Baltazara Gąbki, bardzo ciepło przyjęty przez widzów. Sukces książki i opartego na niej filmu skłonił autora do napisania dalszego ciągu przygód Profesora. Powstały powieści: Misja profesora Gąbki (1975; na jej podstawie, w latach 1978–1980 również trzynastoodcinkowy serial animowany Wyprawa profesora Gąbki) oraz Gąbka i latające talerze (1979). Do cyklu i jego bohaterów nawiązuje też ostatnia książka Pagaczewskiego, Przygoda na Rodos (1982).

## Postacie
Do głównych bohaterów serii należy profesor Baltazar Gąbka. Gąbka to naukowiec, wykładowca Akademii w Grodzie Kraka, specjalista od żab latających, uosobienie humanizmu i typowych cech uczonego żyjącego w pewnym oderwaniu od rzeczywistości. Inni bohaterowie to: zantropomorfizowany Smok Wawelski, kucharz Bartolini Bartłomiej herbu Zielona Pietruszka, doktor Tadeusz Koyot, i książę Krak, a antagonistą jest szpieg Don Pedro z Krainy Deszczowców.

## Książki
- Porwanie Baltazara Gąbki (powieść dla młodzieży; ilustracje Alfred Ledwig; Wydawnictwo Literackie, 1966, 1969, 1972, 1975, 1983, 1989, ISBN 83-08-0087-0-4; Wydawnictwo Sagittarius 1994, ilustrował Mirosław Gryń, ISBN 83-86-0780-5-7; Wydawnictwo Siedmioróg, 1997, ilustrował Jacek Skrzydlewski, ISBN 83-71-6222-1-X; Wydawnictwo Literackie, 2002, ISBN 83-08-0284-1-1; jako część tomu Przygody Baltazara Gąbki. Trylogia: Wydawnictwo Literackie, 2011, 2016, ISBN 978-83-08-04814-6; wydanie francuskie: L’enlèvement de Balthazar Éponge, tłum. Małgorzata Sadowska-Daguin, ilustracje Daniel Maja; Hachette, 1993, ISBN 2-01-019848-4; także tłumaczenia na inne języki obce)
- Misja profesora Gąbki. Opowieść o nowej wyprawie (powieść dla młodzieży; ilustracje Alfred Ledwig; Wydawnictwo Literackie, 1975, 1985, ISBN 83-08-0118-3-7; 2002, ISBN 83-08-0319-5-1; jako część tomu Przygody Baltazara Gąbki. Trylogia: Wydawnictwo Literackie, 2011, 2016, ISBN 978-83-08-04814-6)
- Gąbka i latające talerze (powieść dla młodzieży; ilustracje Alfred Ledwig; Wydawnictwo Literackie, 1979, 1986, 1989, ISBN 83-08-0008-3-5; 2002, ISBN 83-08-0319-6-X; jako część tomu Przygody Baltazara Gąbki. Trylogia: Wydawnictwo Literackie, 2011, 2016, ISBN 978-83-08-04814-6)
- Przygoda na Rodos (powieść dla młodzieży; ilustracje Marek Pietrzak: Wydawnictwo Literackie, 1982, ISBN 83-08-0073-8-4; ilustracje Alfred Ledwig: Wydawnictwo Literackie, 2002, ISBN 83-08-0328-8-5)
- Przygody Baltazara Gąbki. Trylogia (jednotomowe wydanie książek: Porwanie Baltazara Gąbki, Misja profesora Gąbki. Opowieść o nowej wyprawie i Gąbka i latające talerze; ilustracje kolorowane Alfred Ledwig; Wydawnictwo Literackie, 2011, 2016, ISBN 978-83-08-04814-6, 2022 ISBN 978-83-08-07568-5; także jako audiobook: czyta Krzysztof Tyniec, nagranie zrealizowano w studiu S10 Teatru Polskiego Radia w formacie mp3, ISBN 978-83-08-04835-1)

## Inne media
- Porwanie Baltazara Gąbki (serial animowany, zrealizowany w latach 1969–1970)
- Wyprawa profesora Gąbki (serial animowany, zrealizowany w latach 1978–1980)